# Camellia pubipetala
Camellia pubipetala Camellia pubipetala (danh pháp hai phần:  ) là một loài thực vật thuộc chi Trà. Đây là loài bản địa Trung Quốc. Nó bị đe dọa mất môi trường sống.